# Taglit – Birthright Israel
Taglit – Birthright Israel – izraelska organizacja zajmująca się wzmacnianiem tożsamości żydowskiej oraz związków z Izraelem u młodych Żydów z całego świata, poprzez organizację wycieczek edukacyjnych do Izraela. Organizacja działa od 1999, w ciągu pierwszych 15 lat działalności zorganizowała wycieczki dla ponad 500 tysięcy młodych ludzi z 66 krajów.
Młodzież odwiedzająca Izrael, podczas dziesięciodniowej darmowej podróży spotyka się ze swoimi rówieśnikami, zwiedza kraj i poznaje jego kulturę.
W 2013 rząd premiera Netanjahu zainicjował działania zmierzające do podwojenia liczby uczestników programu.